# Боровское шоссе
Бо́ровское шоссе — историческое шоссе в Москве и Московской области, проходившее близко от современной трассы Киевского шоссе. В настоящее время как шоссе функционирует лишь небольшая часть: начало находится у пересечения с Мичуринским проспектом внутри МКАД, конечный отрезок находится в Наро-Фоминском районе. В истории войны 1812 года известно как Новая Калужская дорога, по которой Наполеон отступал из Москвы.

## Описание

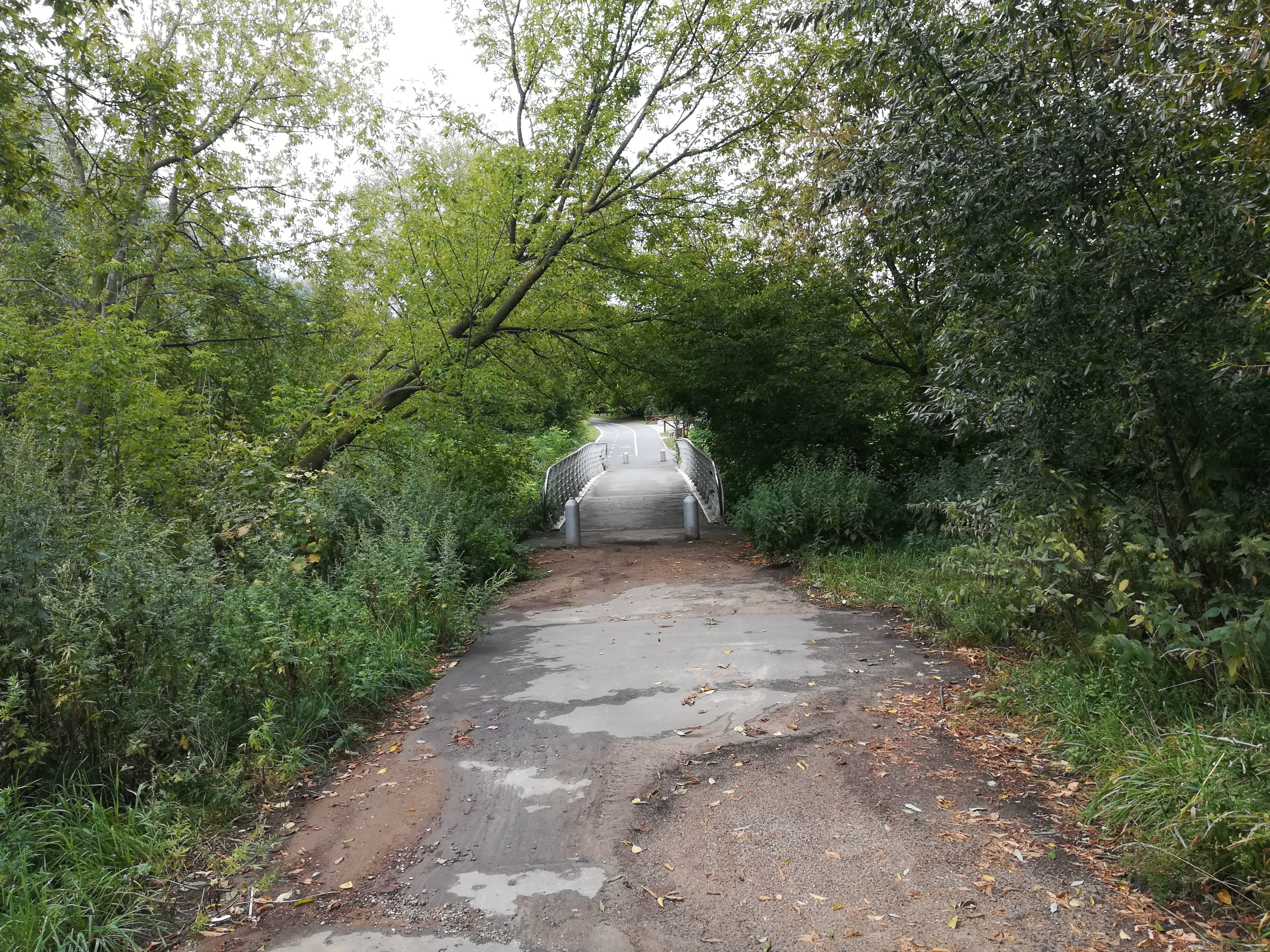
Участок старого шоссе у моста через реку Раменка. Вход в парк 50-летия Октября

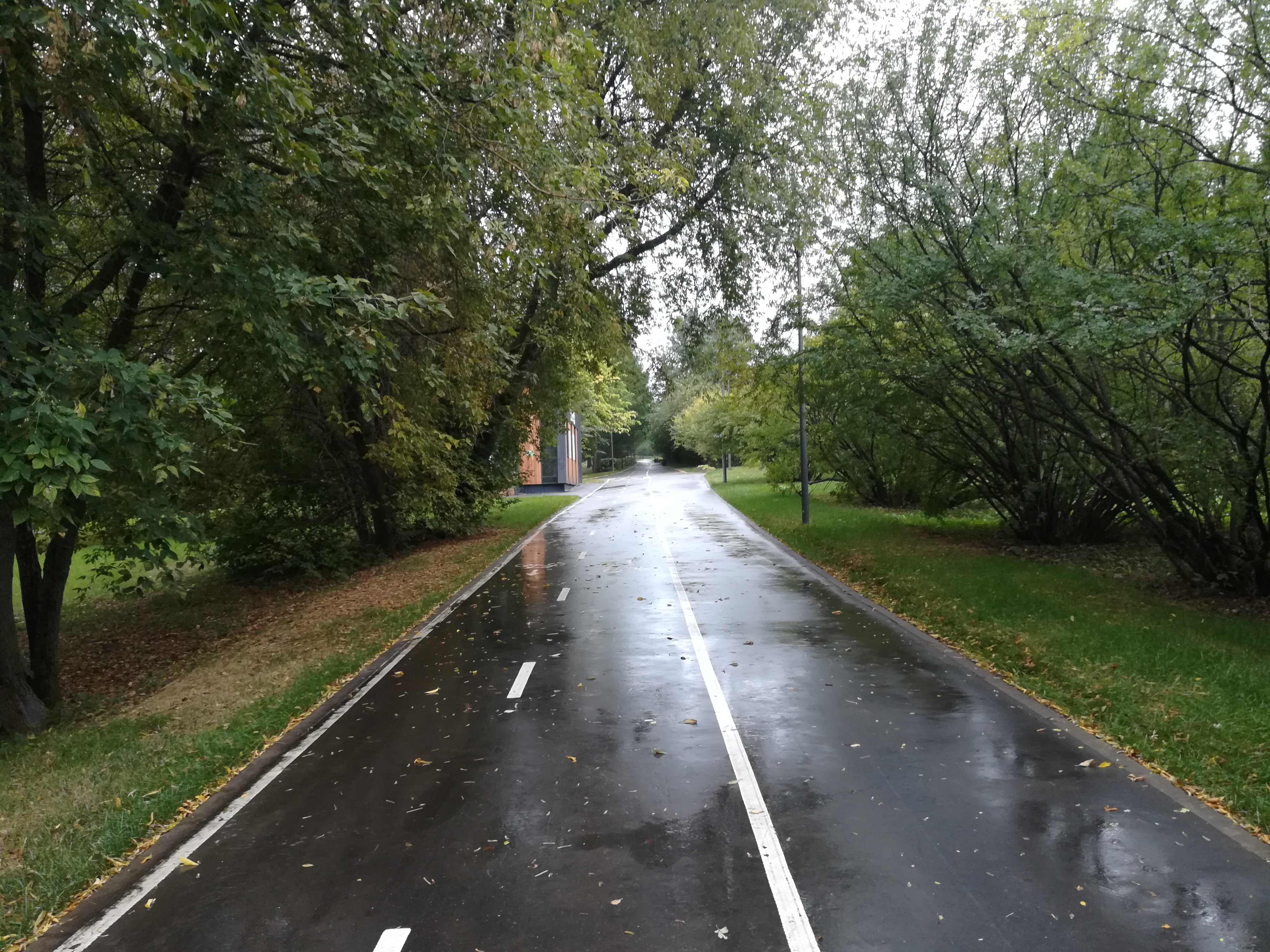
Аллея парка 50-летия Октября

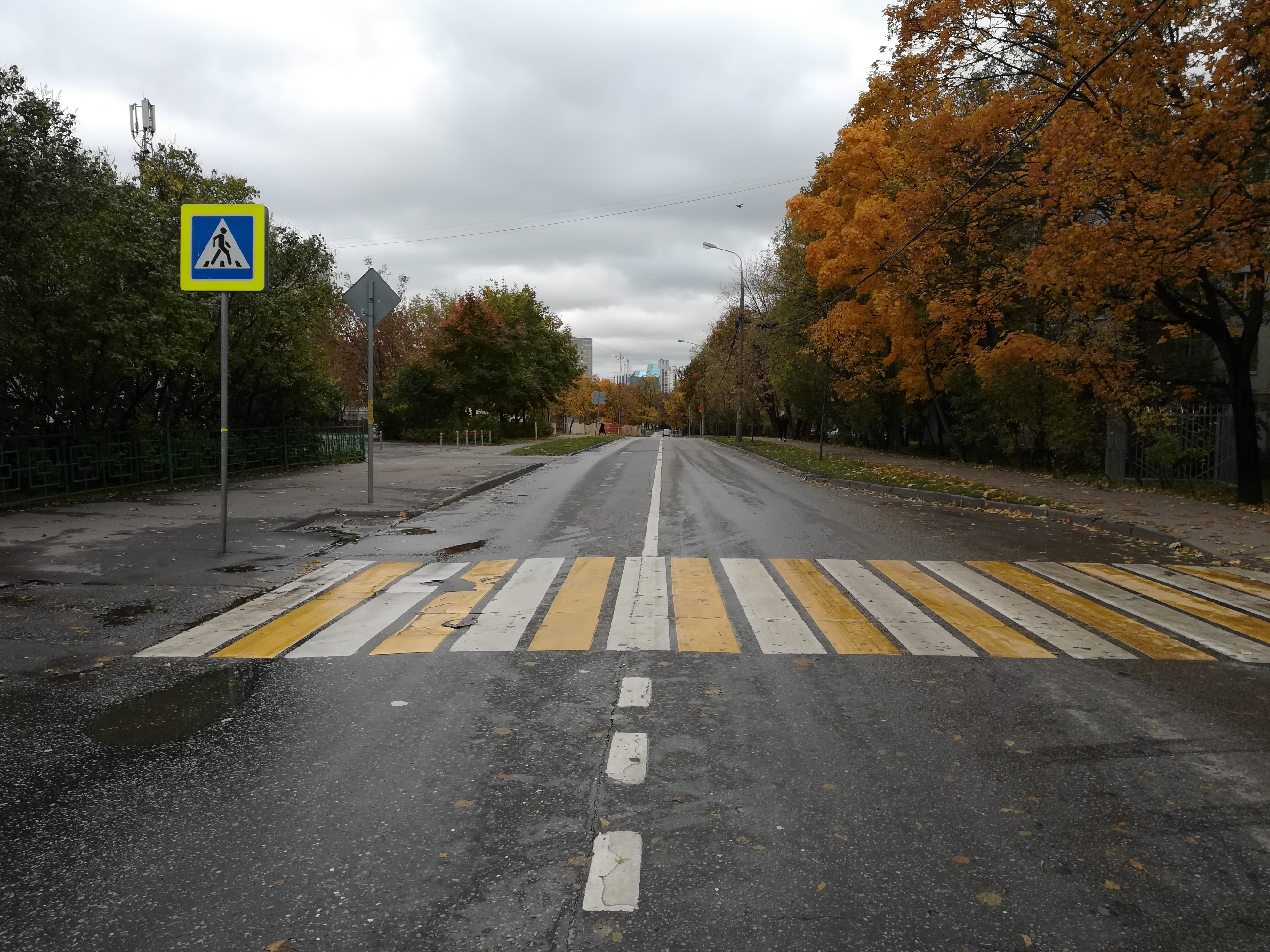
Участок шоссе от улицы Удальцова к улице Лобачевского

Участки старого шоссе можно найти северо-восточнее дома № 10 корпус 2 по проспекту Вернадского, в парке 50-летия Октября (аллея парка, начинающаяся от моста через реку Раменку), далее шоссе сохранилось несколькими участками (районы Проспект Вернадского и Тропарёво-Никулино).
Как единая магистраль начинается только от МКАД и, следуя на юго-запад, проходит по территории районов Солнцево, Ново-Переделкино, поселения Внуковское, района Внуково, поселения Марушкинское. Конечный отрезок длиной 400 метров находится в городе Апрелевка Наро-Фоминского района около платформы Победа Киевского направления МЖД.

## Происхождение названия
Название дано в конце XIX века, когда была улучшена и частично превращена в шоссе старинная дорога в город Боровск Калужской губернии. Называлось также Новокалужским шоссе.

## История
«Боковая ветвь Старо-Калужского шоссе — Боровский тракт отходит от своей магистрали на 4-й версте от Москвы; протяжение его равняется 6 вёрст с небольшим, и оканчивается оно у деревни Никулиной».
В 3,5 км от Калужской заставы от Калужского шоссе, поворачивавшего на юг, «ответвлялось Боровское шоссе, сперва как бы продолжавшее Калужское шоссе на юго-запад, но затем, менее чем через 1 км, круто, почти под прямым углом поворачивавшее на запад, чтобы, пройдя около 2,5 км в этом направлении, снова повернуть на юго-запад, приближаясь далее к Киевской железной дороге… На правой стороне Боровского шоссе в его начале находился совхоз имени М. Горького… На продолжении Боровского шоссе к западу находилась деревня Раменки с фруктовыми садами».
В 1949 году Боровское шоссе стало основной дорогой для подъезда к строительству нового здания МГУ, а в 1950-е гг. вокруг шоссе развернулось строительство Юго-Западного района. Один из героев пьесы Александра Галича «Август» (1958) предлагает «махнуть в гости к Володечке, в его новую квартиру на Боровском шоссе». В дальнейшем шоссе в этом районе уступило место Ломоносовскому проспекту.
В 1967 году участок шоссе между рекой Раменкой и улицей Удальцова был превращён в аллею парка 50-летия Октября. В 1973 году закрыт участок между улицей Лобачевского и военным городком Никулино и затем вошёл в состав территорий МГИМО и МИРЭА. Участок между улицей Коштоянца и улицей Покрышкина стал частью улицы Академика Анохина. В 1984 году при строительстве микрорайона Никулино ликвидирован участок между улицей Покрышкина и Востряковским шоссе. В 1988 году Боровское шоссе в районах Солнцево и Ново-Переделкино было расширено и частично проложено заново. Старый участок шоссе получил название Боровский проезд. В 2006 году за пределами Москвы (ныне Новомосковский округ Москвы) в ходе реконструкции севернее старой дороги была проложена новая трасса Боровского шоссе в обход деревень Рассказовка и Ликова. В середине 2000-х шоссе примерно до деревни Давыдково было реконструировано и стало многополосным, появился новый участок, связывающий с Киевским шоссе (между аэропортом Внуково и деревней Давыдково, в районе реки Незнайка), построены развязки. Далее шоссе осталось однополосным, нереконструированным.
В Наро-Фоминском районе Московской области, Троицком округе Москвы и в Калужской области можно найти остатки старого Боровского тракта преимущественно в виде лесных просек, дорог местного значения и дорог через СНТ. По этим дорогам в 1812 году Наполеон отступал из Москвы в сторону Малоярославца. В Боровском районе Калужской области тракт в виде асфальтированной дороги проходит через деревню Митяево и пересекает Московское большое кольцо (бетонку).

## Примечательные здания и сооружения
- № 33 — Районная управа Ново-Переделкино

## Транспорт

### Метрополитен
Параллельно шоссе, в непосредственной близости от него, проходит юго-западный участок Солнцевской линии, на котором располагаются станции метро «Говорово», «Солнцево», «Боровское шоссе», «Новопеределкино», «Рассказовка» и «Пыхтино». Рядом с участком внутри МКАДа располагается станция метро «Озёрная».

### Железнодорожный транспорт
- Платформа Мещерская (бывш. Востряково; Сколково) (600 м), станция Солнечная (600 м), платформа Переделкино (1000 м)

### Автобус
- Станция метро «Проспект Вернадского», далее автобус 793
- Станция метро «Юго-Западная», далее автобусы 330, 752, 461 (областной), н11
- Станция метро «Саларьево», далее автобус 892
- Станция метро «Молодёжная», далее автобус 259
- Станция метро «Крылатское», далее автобус 259
- Станция метро «Кунцевская», далее автобус 275
- Станция метро «Беляево», далее автобус 752
- Станция метро «Тёплый Стан», далее автобусы 767, 878
- Станция метро «Озёрная», далее автобусы с252, 274, 330, 752, 793, 461 (областной), н11
- Станция метро «Аминьевская», далее автобус 274

По шоссе следуют автобусы 32, 126, с162, 166, с217, с252, с258, 259, 274, 275, 296, 330, 461 (областной), 486 (областной), 579, 720, 734, 750, 752, 767, 793, 862, 870, 878, 886, 889, 889к, 911, 950, н11, Sk3.